# Ultra-Trail de Mont-Blanc
El Ultra-Trail de Mont-Blanc (denominado también UTMB) es una ultramaratón de montaña. Tiene lugar anualmente en los Alpes, atravesando Francia, Italia y Suiza. Con una distancia de unos 171 km y un desnivel positivo de unos 10 000 metros, se la considera la carrera a pie de trail running más prestigiosa del mundo. Es una de las carreras más numerosas, con alrededor de 2,500 participantes.
Mientras los mejores corredores completan el recorrido en poco más de 20 horas, la mayoría de los corredores lo hacen entre 30 y 46. 
Desde el 2006, se organiza una segunda carrera, con la mitad del recorrido (Courmayeur, Champex, Chamonix) y una tercera carrera se añadió en el 2009: "Sur les Traces des Ducs de Savoie" (TDS).
A día de hoy, las carreras son las siguientes:
- UTMB: Ultra-Trail du Tour du Mont-Blanc (171 km +10,040 m)
- CCC: Courmayeur - Champex - Chamonix (101 km +6,100 m)
- OCC: Orsières - Chamoex lac- Chamonix (57km + 3500 m)
- TDS: Tras las huellas de los Duques de Saboya (Sur les Traces des Ducs de Savoie) (145 km +9,100 m)
- PTL: La Petite Trotte à Léon (300 km +25,000 m)
- MCC: 2.400 m
- ETC 15 (KM + 1.200 M)

El 2018 estará marcado por el nacimiento de una nueva carrera: la  MCC. Los corredores partirán de Martigny Combe (Suiza) y alcanzarán Chamonix. Esta carrera tiene la vocación de consolidar equipos. El recorrido de 40km y no menos de 2.400m de desnivel, ascendiendo por las viñas Martigny Combe al col de la Forclaz después el col de Balme pondrá a prueba las capacidades de escalador de los participantes y se orienta entonces como una carrera eminentemente festiva con un descenso del col de Balme hasta Chamonix.
En 2022 nace la ETC, la más corta de las pruebas UTMB. 
https://montblanc.utmb.world/es

## Palmarés UTMB

### Femenino
| Año  | Ganadora                                      | Segunda                                       | Tercera                                       |
| ---- | --------------------------------------------- | --------------------------------------------- | --------------------------------------------- |
| 2003 | Kristin Moehl                                 | Anne-Marie Bais-le-Roux                       | Monique Gauthier                              |
| 2004 | Colette Bocard                                | Martina Juda                                  | Monique Muhlen                                |
| 2005 | Lizzy Hawker                                  | Simone Kayser                                 | Magali Juvenal                                |
| 2006 | Karine Herry                                  | Simone Kayser                                 | Patricia Signorio                             |
| 2007 | Nikki Kimball                                 | Mònica Aguilera Viladomiu                     | Karine Herry                                  |
| 2008 | Lizzy Hawker                                  | Karine Herry                                  | Catherine Dubois                              |
| 2009 | Krissy Moehl                                  | Lizzy Hawker                                  | Mònica Aguilera Viladomiu                     |
| 2010 | Edición cancelada                             | Edición cancelada                             | Edición cancelada                             |
| 2011 | Lizzy Hawker                                  | Nerea Martínez                                | Darcy Piceu Africa                            |
| 2012 | Lizzy Hawker                                  | Francesca Canepa                              | Emma Roca                                     |
| 2013 | Rory Bosio                                    | Núria Picas                                   | Emma Roca                                     |
| 2014 | Rory Bosio                                    | Núria Picas                                   | Nathalie Mauclair                             |
| 2015 | Nathalie Mauclair                             | Uxue Fraile                                   | Denise Zimmermann                             |
| 2016 | Caroline Chaverot                             | Andrea Huser                                  | Uxue Fraile                                   |
| 2017 | Núria Picas                                   | Andrea Huser                                  | Christelle Bard                               |
| 2018 | Francesca Canepa                              | Uxue Fraile                                   | Jocelyne Pauly                                |
| 2019 | Courtney Dauwalter                            | Kristin Berglund                              | Maite Maiora                                  |
| 2020 | Edición cancelada por la pandemia de COVID-19 | Edición cancelada por la pandemia de COVID-19 | Edición cancelada por la pandemia de COVID-19 |
| 2021 | Courtney Dauwalter                            | Camille Bruyas                                | Mimmi Kotka                                   |
| 2022 | Katie SCHIDE                                  | Marianne HOGAN                                | Kaytlyn GERBIN                                |
| 2023 | Courtney Dauwalter                            | Katharina Hartmuth                            | Blandine L HIRONDEL                           |

### Masculino
| Año  | Ganador                                       | Segundo                                       | Tercero                                       |
| ---- | --------------------------------------------- | --------------------------------------------- | --------------------------------------------- |
| 2003 | Dawa Sherpa                                   | Topher Gaylord                                | Brandon Sybrowsky                             |
| 2004 | Vincent Delebarre                             | Dawa Sherpa                                   | Jean-Claude Pache                             |
| 2005 | Christophe Jacquerod                          | Vincent Delebarre                             | Marco Olmo                                    |
| 2006 | Marco Olmo                                    | Csaba Németh                                  | Vincent Delebarre                             |
| 2007 | Marco Olmo                                    | Jens Lukas                                    | Nicolas Mermoud                               |
| 2008 | Kilian Jornet                                 | Dawa Sherpa                                   | Julien Chorier                                |
| 2009 | Kilian Jornet                                 | Sébastien Chaigneau                           | Tsuyoshi Kaburaki                             |
| 2010 | Edición cancelada                             | Edición cancelada                             | Edición cancelada                             |
| 2011 | Kilian Jornet                                 | Iker Karrera                                  | Sébastien Chaigneau                           |
| 2012 | François D'Haene                              | Jonas Buud                                    | Michael Foote                                 |
| 2013 | Xavier Thévenard                              | Miguel Heras                                  | Javi Domínguez                                |
| 2014 | François D'Haene                              | Cristòfol Castanyer                           | Iker Karrera                                  |
| 2015 | Xavier Thévenard                              | Luis Alberto Hernando                         | David Laney                                   |
| 2016 | Ludovic Pommeret                              | Gediminas Grinius                             | Tim Tollefson                                 |
| 2017 | François D'Haene                              | Kilian Jornet                                 | Tim Tollefson                                 |
| 2018 | Xavier Thévenard                              | Robert Hajnal                                 | Jordi Gamito                                  |
| 2019 | Pau Capell                                    | Xavier Thévenard                              | Scott Hawker                                  |
| 2020 | Edición cancelada por la pandemia de COVID-19 | Edición cancelada por la pandemia de COVID-19 | Edición cancelada por la pandemia de COVID-19 |
| 2021 | François D'Haene                              | Aurélien Dunand-Pallaz                        | Mathieu Blanchard                             |
| 2022 | Kilian Jornet                                 | Mathieu Blanchard                             | Evans Thomas                                  |
| 2023 | Jim Walmsley                                  | Zach Miller                                   | Germain Grangier                              |